# Pussy (песня)
«Pussy» (с англ. — «Киска», разг. «женские гениталии») — двадцать первый сингл немецкой метал-группы Rammstein. Официальная дата выхода сингла — 18 сентября 2009 года. Куплеты песни написаны на немецком и английском языке, а припев на английском. Первое промовидео было размещено на сайте The Gauntlet 1 сентября 2009 года. Сразу же после выхода клип занял первое место в программе «Лучшая Десятка» на телеканале A-ONE. А в журнале BRAVO (№ 46, 2009) было написано:

Неудивительно, что этот клип так быстро занял первое место в чарте. Его оригинальная версия чуть-чуть не дотягивает до порнофильма.

Pussy стал первым синглом Rammstein, занявшим первое место в немецких чартах. На сингле «Ich tu dir weh» вышел ремикс песни от группы Scooter.

## Видеоклип
Видеоклип группа официально разместила на сайте порнографического характера visit-x.net. Снят режиссёром Юнасом Окерлундом, который уже снимал клип для Rammstein на песню «Mann gegen Mann». В клипе показаны порнографические вставки с участием дублёров.

## Живое исполнение
Исполнялась на каждом концерте тура Liebe ist für alle da, начиная с самого первого концерта 2009 года в Берлине, а также на каждом выступлении Europe Stadium Tour 2019. Ближе к концу этой песни Тилль садился на аппарат, напоминающий половой член и поливал толпу пеной, напоминающей сперму. Одновременно сыпалось конфетти, раскрашенное в цвета флага Германии (аналогично конфетти во время песни «Amerika» из Reise, Reise тура). На первом концерте в Москве в 2010 году, а позже, на концерте в Гданьске, Польша, в рамках тура в поддержку альбома Made in Germany 1995–2011 эта имитация пениса не сработала — по техническим причинам пена из «пушки» не разбрызгивалась. Позже группа отказалась от макета, заменив его более простым пеногенератором без дополнительного оформления, продолжив тур по Европе и Северной Америке (во время Europe Stadium Tour 2019 был сделан новый пеногенератор большего размера). Во время концерта в Софии, Болгария, Тилль спел несколько слов из куплета на болгарском языке. Во время турне по Латинской Америке музыканты использовали фаллоимитаторы с фейерверками. Исполнялась на всех концертах Made in Germany 1995—2011 и, как правило, была заключительной (кроме концертов в Москве, когда выступление завершала песня «Moskau», и Париже, где последней исполнялась «Fruhling in Paris»). Вернулась в сет-лист во время Rammstein Stadium Tour, исполняясь между «Du riechst so gut» и «Rammstein»

## Список композиций
| №  | Название             | Длительность |
| -- | -------------------- | ------------ |
| 1. | «Pussy» (Radio Edit) | 3:48         |
| 2. | «Rammlied»           | 5:19         |

## Участники записи
- Тилль Линдеманн — вокал
- Рихард Круспе — соло-гитара, бэк-вокал
- Пауль Ландерс — ритм-гитара, бэк-вокал
- Оливер Ридель — бас-гитара
- Кристоф Шнайдер — ударные
- Кристиан Лоренц — клавишные

## Чарты
| Чарт (2009)              | Позиция |
| ------------------------ | ------- |
| Belgium Singles Chart    | 7       |
| Norwegian Singles Chart  | 16      |
| Dutch Singles Chart      | 18      |
| Austrian Singles Chart   | 4       |
| Danish Singles Chart     | 37      |
| Eurochart Hot 100        | 6       |
| Finnish Singles Chart    | 1       |
| French Singles Chart     | 13      |
| German Singles Chart     | 1       |
| Swedish Singles Chart    | 22      |
| Swiss Singles Chart      | 12      |
| UK Singles Chart         | 95      |
| UK Rock Chart            | 2       |
| Billboard Hot Rock Songs | 39      |

### Годовые чарты (2009)
| Страна  | Позиция |
| ------- | ------- |
| Germany | 42      |